# Alberto Adriani (municipalité)
Pour les articles homonymes, voir Alberto Adriani.
Alberto Adriani est l'une des vingt-trois municipalités de l'État de Mérida au Venezuela. Son chef-lieu est El Vigía. En 2011, la population s'élève à 132 681 habitants.

## Géographie

### Subdivisions
La municipalité est divisée en sept paroisses civiles avec, chacune à sa tête, une capitale (entre parenthèses) :
- Gabriel Picón Gonzalez (La Palmita) ;
- Héctor Amable Mora (Mucujepe) ;
- José Nucete Sardi (Los Naranjos) ;
- Presidente Betancourt (El Vigía) ;
- Presidente Páez (El Vigía) ;
- Presidente Rómulo Gallegos (El Vigía).
- Pulido Méndez (La Blanca) ;